# Agadez (stad)
Agadèz of Agadès is de grootste stad van noordelijk Niger, gelegen in de Sahara. Het is de hoofdstad van Aïr, een van de traditionele federaties van Touaregs en van het departement Agadez.
Agadez is een bloeiende marktstad en een centrum voor het transport van het uranium dat gedolven wordt in de omgeving. Er wordt ook gehandeld in zilver- en lederwerk.
Bezienswaardigheden zijn:
- de grote moskee van Agadez, daterend van 1515 maar heropgebouwd in dezelfde stijl in 1844
- het paleis van de sultan.
- de kamelenmarkt